# Herne, Vlaams-Brabant
Herne (tiếng Pháp Hérinnes) là một đô thị trong tỉnh Vlaams-Brabant, Flanders, một trong ba vùng của Bỉ. Đô thị này bao gồm các thị xã Herfelingen, Herne và Sint-Pieters-Kapelle. Tại thời điểm ngày 1 tháng 1 năm 2006,  Herne có tổng dân số 6.407 người. Tổng diện tích là 44,63 km² với mật độ dân số là 144 người trên mỗi km².